# Conopomorpha litchiella
Conopomorpha litchiella là một loài bướm đêm thuộc họ Gracillariidae. Nó được tìm thấy ở Úc, Trung Quốc (Fujian), Ấn Độ (Bihar, Uttar Pradesh, Karnataka và West Bengal), Malaysia (Selangor), Nepal, Đài Loan và Thái Lan.
Ấu trùng ăn Senna obtusifolia, Senna tora, Eugenia cumini, Dimocarpus longan, Litchi chinensis, Nephelium litchi và Theobroma cacao. They mine the leaves cũng như the fruit of their host plant. After mining the leaves, the larvae migrate to other foodplants và return to oviposit on the fruits. Pupation takes place underneath the leaves in a cocoon.